# Budakovo brdo
Budakovo brdo – szczyt w Welebicie w Chorwacji.

## Opis
Budakovo brdo to malowniczy grzbiet górski w sercu Welebitu Środkowego, w części szczytowej całkowicie porośnięty trawą i przez to z daleka rozpoznawalny. Na terenie Budakovego brda znajduje się jedno z czterech znanych stanowisk znanej Degenia velebitica. Z powodu swojego położenia i wysokości oferuje widok i na nadmorską i na kontynentalną stronę Welebitu.

## Dostęp
- Bačić duliba – skrzyżowanie pod Bačić kukiem – Budakovo brdo 1,45 h
- Skorpovački prijevoj (przełęcz) – Budakovo brdo 1,15 h
- schronisko Kugina kuća – Budakovo brdo 2,30 h

Dojście z Bačić dulibu podnóżem Bačić kuka jest nawigacyjnie najłatwiejsze, a ze Skorpovačkiego prjevoja dabarską drogą (przez Skorpovac) trochę krótsze. Bardziej atrakcyjne jest podejście z Bačić duliby, a można je połączyć z wejściem na Bačić kuk. Podejście to zaczyna się od drogi w Bačić dulibie koło punktu z pieczęcią górską. Na lewo od drogi pnie się szeroki, ale stromy szlak 10° do przełęczy i wejścia do Bačić dolaca (w prawo jest krótkie odbicie do cysterny z wodą pod Vrankovića kukiem). Szlak dalej długo pnie się trawiastym terenem, a potem stromo lasem do skrzyżowania szlaków w lesie pod Bačić kukiem: w prawo na szczyt Bačić kuka 45°, prosto 1 h na Budakovo brdo, a w lewo 20° do Bačić kosy. Kto chce iść dalej na Budakovo brdo, musi na skrzyżowaniu kontynuować prosto 30° podejściem do miejsca, gdzie szlak schodzi w pas łąk. Kontynuacją szlaku jest podejście wyraźnym trawiastym grzbietem do szczytu Budakovego brda.